# سوق متقدمة

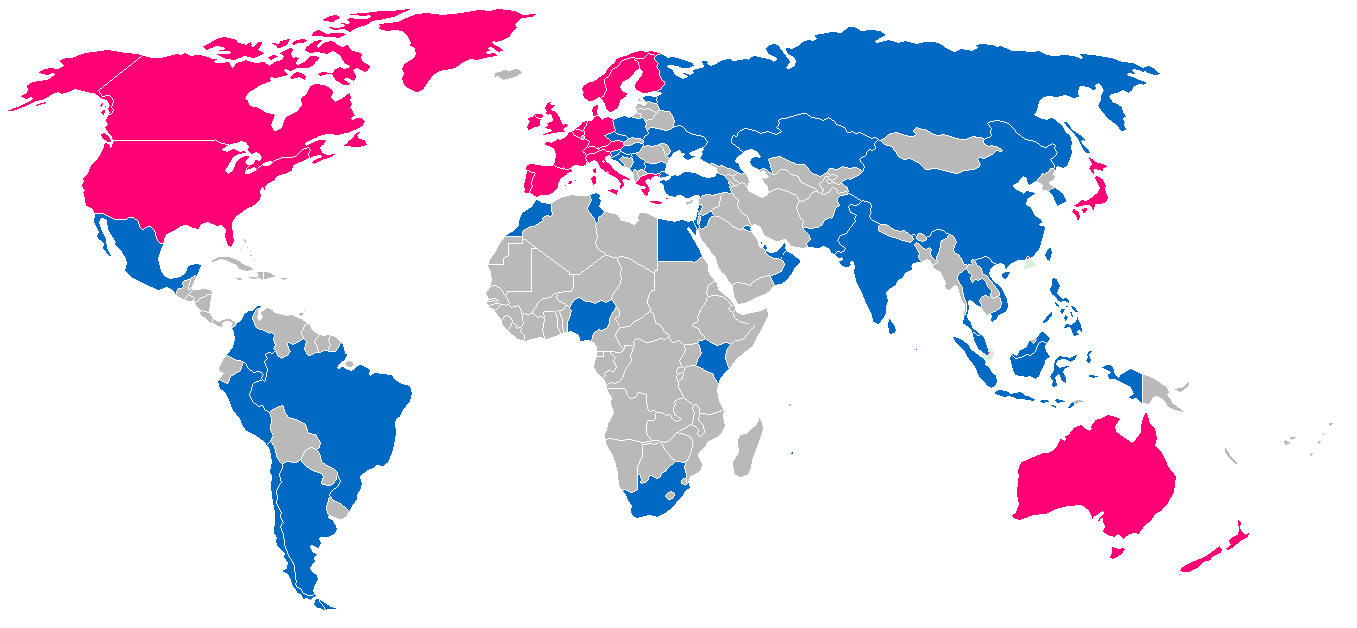

السوق المتقدمة، (بالإنجليزية: Developed market)‏، من ناحية الاستثمار، هي "الدولة الأكثر تطوراً من حيث اقتصادها، وأسواقرأس المال.
يجب أن تكون الدولة ذات دخل مرتفع، ولكن هذا يشمل أيضا الانفتاح على الاستثمار الأجنبية، وسهولة حركة رأس المال، وكفاءة مؤسسات السوق.
يتناقض هذا المصطلح مع السوق النامية، الأسواق الناشئة، اما الأسواق الحدودية فهي نوع من أنواع الأسواق النامية.

## قائمة مجموعة فاينانشال تايمز للأوراق المالية (FTSE)
FTSE، هي مزود للبيانات الاقتصادية، والمالية، التي تحدد حالة السوق للبلدان المتقدمة، أو الناشئة، أو الثانوية، أو الحدودية، على أساس من حجمها الاقتصادي، أو ثروتها، أو جودة الأسواق، أو عمق الأسواق، أو اتساع نطاقها الأسواق.
اعتبارًا من 24 سبتمبر 2018، صنفت مجموعة فاينانشال تايمز للأوراق المالية، 25 دولة على أنها أسواق متقدمة:
| - أستراليا - النمسا - بلجيكا - كندا - الدنمارك - فنلندا | - فرنسا - ألمانيا - هونغ كونغ - أيرلندا - إسرائيل - إيطاليا | - اليابان - هولندا - نيوزيلندا - النرويج - بولندا - البرتغال | - سنغافورة - كوريا الجنوبية - إسبانيا - السويد - سويسرا - المملكة المتحدة - الولايات المتحدة |  |

## قائمة مورغان ستانلي الرأسمالية الدولية (MSCI)
اعتبارًا من أكتوبر 2017، صنفت  MSCI الدول الستة والعشرين التالية باعتبارها أسواقا متقدمة:
| - أستراليا - النمسا - بلجيكا - كندا - قبرص - الدنمارك - فنلندا | - فرنسا - ألمانيا - هونغ كونغ - أيسلندا - أيرلندا - إسرائيل - إيطاليا | - اليابان - لوكسمبورغ - هولندا - نيوزيلندا - النرويج - البرتغال - سنغافورة | - إسبانيا - السويد - سويسرا - المملكة المتحدة - الولايات المتحدة |

وفقًا لمنهجية MSCI ، فهارس الأسواق القابلة للاستثمار - أكتوبر 2017، قبرص وكذلك أيسلندا، ولوكسمبورغ، «تعد جزءًا من عالم السوق المتقدم»، ولكن «بالنظر إلى الحجم المتواضع، لا يتم تضمين هذه الأسواق في مؤشر MSCI World».

## قائمة ستاندارد آند بورز (S&P)
اعتبارًا من 31 أكتوبر 2017، ستاندرد آند بورز صنفت البلدان الخمسة والعشرين التالية على أنها أسواق متطورة:
| - أستراليا - النمسا - بلجيكا - كندا - الدنمارك | - فنلندا - فرنسا - ألمانيا - هونغ كونغ - أيرلندا | - إسرائيل - إيطاليا - اليابان - لوكسمبورغ - هولندا | - نيوزيلندا - النرويج - البرتغال - سنغافورة - كوريا الجنوبية | - إسبانيا - السويد - سويسرا - المملكة المتحدة - الولايات المتحدة |

## الجداول
| الدولة           | FTSE | مؤشر MSCI للأسواق الناشئة | S&P |
| ---------------- | ---- | ------------------------- | --- |
| أستراليا         |      |                           |     |
| النمسا           |      |                           |     |
| بلجيكا           |      |                           |     |
| كندا             |      |                           |     |
| قبرص             |      |                           |     |
| الدنمارك         |      |                           |     |
| فنلندا           |      |                           |     |
| فرنسا            |      |                           |     |
| ألمانيا          |      |                           |     |
| هونغ كونغ        |      |                           |     |
| أيسلندا          |      |                           |     |
| أيرلندا          |      |                           |     |
| إسرائيل          |      |                           |     |
| إيطاليا          |      |                           |     |
| اليابان          |      |                           |     |
| لوكسمبورغ        |      |                           |     |
| هولندا           |      |                           |     |
| نيوزيلندا        |      |                           |     |
| النرويج          |      |                           |     |
| بولندا           |      |                           |     |
| البرتغال         |      |                           |     |
| سنغافورة         |      |                           |     |
| كوريا الجنوبية   |      |                           |     |
| أسبانيا          |      |                           |     |
| السويد           |      |                           |     |
| سويسرا           |      |                           |     |
| المملكة المتحدة  |      |                           |     |
| الولايات المتحدة |      |                           |     |